# Micralestes
Micralestes is een geslacht van straalvinnige vissen uit de familie van de Afrikaanse karperzalmen (Alestidae).

## Soorten
- Micralestes acutidens (Peters, 1852)
- Micralestes ambiguus Géry, 1995
- Micralestes argyrotaenia Trewavas, 1936
- Micralestes comoensis Poll & Román, 1967
- Micralestes congicus Poll, 1967
- Micralestes eburneensis Daget, 1965
- Micralestes elongatus Daget, 1957
- Micralestes fodori Matthes, 1965
- Micralestes holargyreus (Günther, 1873)
- Micralestes humilis Boulenger, 1899
- Micralestes lualabae Poll, 1967
- Micralestes occidentalis (Günther, 1899)
- Micralestes pabrensis (Román, 1966)
- Micralestes sardina Poll, 1938
- Micralestes schelly Stiassny & Mamonekene, 2007
- Micralestes stormsi Boulenger, 1902
- Micralestes vittatus (Boulenger, 1917)